# Maria Spilabotte
Maria Spilabotte (Frosinone, 14 novembre 1972) è una politica italiana.

## Biografia
Nata a Frosinone, ma residente a Veroli (Frosinone), dopo la maturità classica ha conseguito la laurea in valorizzazione e promozione dei Beni culturali presso l’Università degli Studi di Cassino e del Lazio Meridionale. Ha un figlio: Filippo.
Nel 1997 diventa una funzionaria del Partito Democratico della Sinistra, aderendo poi ai Democratici di Sinistra l'anno successivo e al Partito Democratico (PD) nel 2007, inserendosi tra i suoi organismi dirigenziali provinciali.
Dal 2002 al 2005 ho ricoperto il ruolo di segretaria particolare nel Consiglio regionale del Lazio presso la X Commissione Statuto, dove ha collaborato per la stesura dello Statuto regionale del Lazio.
Dal 2005 al 2009 ha ricoperto il ruolo di segretaria particolare nell'assessorato alla Piccola e Media impresa, Commercio e Artigianato nella giunta regionale del Lazio.
Nel 2009 diventa assistente parlamentare al Parlamento europeo.
Alle elezioni amministrative del 2012 si candida al consiglio comunale di Frosinone, tra le liste del PD a sostegno del sindaco uscente Michele Marini, risultando eletto consigliere comunale e divenendo vicepresidente del Consiglio, dimettendosi il 28 marzo 2013 quando approda in Parlamento.
Alle elezioni politiche del 2013 viene candidata al Senato della Repubblica, tra le liste del Partito Democratico nella circoscrizione Lazio, venendo eletta senatrice. Nella XVII legislatura della Repubblica è stata componente della 11ª Commissione Lavoro, previdenza sociale, della Commissione parlamentare per l'infanzia e l'adolescenza e del Comitato per le questioni degli italiani all'estero.
È candidata al Senato anche alle elezioni politiche del 2018, nel collegio uninominale Lazio - 07 (Frosinone), ma arriva terza e non è rieletta.